# Lea Boy
Lea Boy, född 24 januari 2000, är en tysk simmare som främst tävlar i öppet vatten-simning.

## Karriär
Vid europeiska spelen 2015 i Baku tävlade Boy i tre grenar: 400 meter frisim (14:e plats), 800 meter frisim (10:e plats) och 1 500 meter frisim (8:e plats). Vid junior-EM 2016 i Hódmezővásárhely tog hon brons på 800 meter frisim.
Vid VM 2019 i Gwangju var Boy en del av Tysklands lag tillsammans med Sarah Köhler, Sören Meißner och Rob Muffels som tog guld i den mixade lagtävlingen i öppet vatten. Vid EM 2021 i Budapest tog hon guld i 25 km öppet vatten. Boy var även en del av Tysklands lag tillsammans med Leonie Beck, Rob Muffels och Florian Wellbrock som tog silver i den mixade lagtävlingen i öppet vatten.
Vid VM 2022 i Budapest var Boy en del av Tysklands lag tillsammans med Oliver Klemet, Leonie Beck och Florian Wellbrock som tog guld i den mixade lagtävlingen i öppet vatten. Hon tog även silver på 25 km öppet vatten.